# 大長茄子

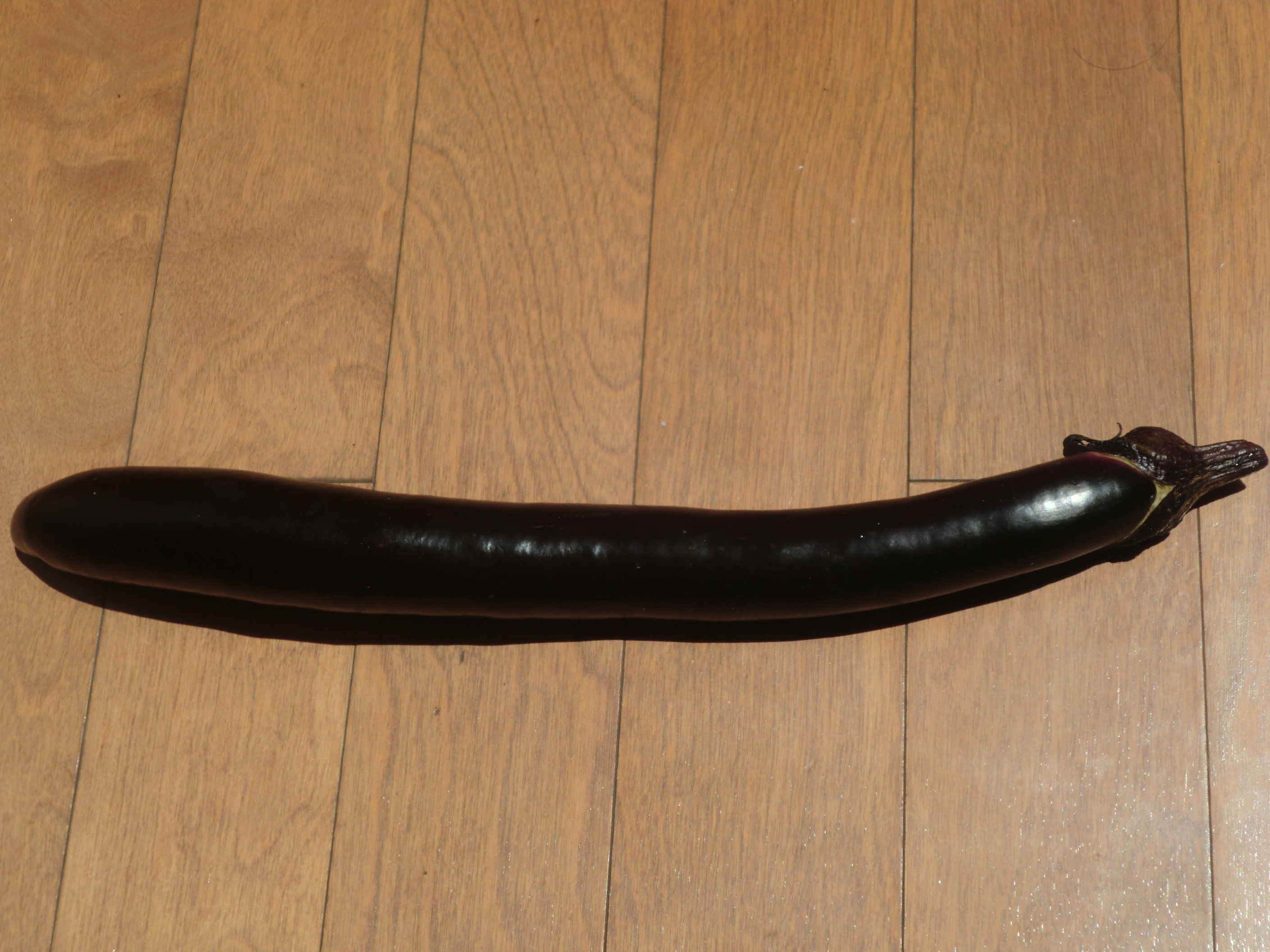
大長茄子

大長茄子（おおながなす）は、長い物では全長が40 - 60センチメートル (cm) 程に成長する、長いナスである。熊本鹿本地域で30年以上前から生産されており、気温が低いほど長く成長する。スイカの後作種として昭和50年代に導入され、2月から3月にかけて定植、3月から12月まで収穫を行う。現在熊本県伝統野菜に認証されている。肉質がやわらかく、焼きナスや煮物などに向いている。九州を中心として、熊本地域で栽培されるほか、久留米大長、庄屋大長、博多大長茄子などの品種も知られている。